# Eduardo Fernández
Eduardo Fernández (* 28. August 1952 in La Paz) ist ein uruguayischer Gitarrist.

## Lebenslauf
Eduardo Fernández begann im Alter von sieben Jahren zunächst bei dem Segovia-Schüler Raúl Sanchez und später dann bei Abel Carlevaro mit dem Gitarrenunterricht. Komposition erlernte er später bei Héctor Tosar, Harmonik und Kontrapunkt bei Guido Santórsola. Im Alter von elf Jahren hatte er seinen ersten öffentlichen Auftritt an der Seite seines Bruders. Anfang der 1970er Jahre folgten erste Auszeichnungen seiner musikalischen Leistungen. So erhielt er 1972 den Ersten Preis im Internationalen Wettbewerb von Porto Alegre. Drei Jahre später wurde er ihm der Erste Preis des Ersten Internationalen Wettbewerbs „Andrés Segovia“ in Palma und der Zweite Preis beim Radio-France-Wettbewerb in Paris verliehen. Seit seinem sensationellen Debüt in New York (1977) trat er häufig und mit großem Erfolg in den USA als Solist oder zusammen mit bekannten Orchestern auf. Nach seinem Debüt in der Londoner Wigmore Hall (1983) schloss er einen Vertrag mit der Plattenfirma Decca. Für sie produzierte er 18 Platten (Soli und auch mit dem English Chamber Orchestra und der London Philharmonic) mit einem vielfältigen Programm von Bach bis Berio.